# Ruthanna Emrys
Ruthanna Emrys ist eine US-amerikanische Science-Fiction- und Fantasy-Autorin.

## Biographie
Emrys’ wurde bekannt durch die Innsmouth-Legacy-Serie, die sie mit der gratis veröffentlichten Novelle The Litany of Earth begann. Darüber hinaus hat sich zahlreiche Geschichten veröffentlicht.
2022 veröffentlichte Emrys A Half-Built Garden – eine Geschichte in einer nahen Zukunft, in der dezentralisierte, demokratische und selbstverwaltete Netzwerke es im Rahmen der Pusteblumen-Revolution geschafft haben, Konzerne und Nationalstaaten als Organisationsmodus von Wirtschaft und Gesellschaft zu ersetzen. Diese Netzwerke haben zwar große Fortschritte darin gemacht, die Schäden des Klimawandels und Umweltverschmutzung rückgängig zu machen; aber die Ankunft der Außerirdischen bedroht sowohl diese Fortschritte als auch die neue basisdemokratische Machtbalance auf der Erde. Der Roman wurde von einer Bloggerin für das interessante Setting in einer solarpunk-inspirierten Welt gelobt.
Sie lebt mit ihrer Ehefrau und Kindern in der Nähe von Washington, D.C.

## Werke (Auswahl)

### The Innsmouth Legacy
- The Litany of Earth. Tor.com, 2014
- Winter Tide. Tor Books, 2017
- Deep Roots. Tor Books, 2018

### Weitere Werke
- Imperfect Commentaries. Lethe, 2019 (Kurzgeschichtensammlung)
- A Half-Built Garden. Tor Books, 2022